# 李成国 (軍人)
李 成国（リ・ソングク、朝鮮語: 리성국、1966年 - 2018年10月）は、朝鮮民主主義人民共和国の軍人、政治家。第4軍団長、第39師団長、朝鮮労働党中央委員会委員などを歴任した。朝鮮人民軍における軍事称号（階級）は上将。

## 経歴
1966年に生まれた。万景台革命学院卒業。卒業後は朝鮮人民軍に入隊し、2008年に第7軍団第39師団長に任命され、2009年3月9日に実施された最高人民会議第12期代議員選挙で代議員に選出された。2013年2月には中将に昇進し第7軍団長に任命された。2014年3月9日に実施された最高人民会議第13期代議員選挙で代議員に再選された。
2016年5月9日に開催された朝鮮労働党第7次大会で朝鮮労働党中央委員会委員に選出され、11月23日に黄海南道康翎郡で開かれた「延坪島砲撃戦闘勝利6周年記念軍民交歓会」に参加し、演説を行った。2017年4月14日には金日成主席の誕生日である「太陽節」に際して上将に昇進した。2018年には不治の病にかかっていたことが分かり、金正恩委員長の配慮により外国の病院でも治療を受けたが、金正恩委員長が最後の手紙を送った10日後の同年10月に死去した。

## 参考サイト
- 북한정보포털